# Зовнішня реклама

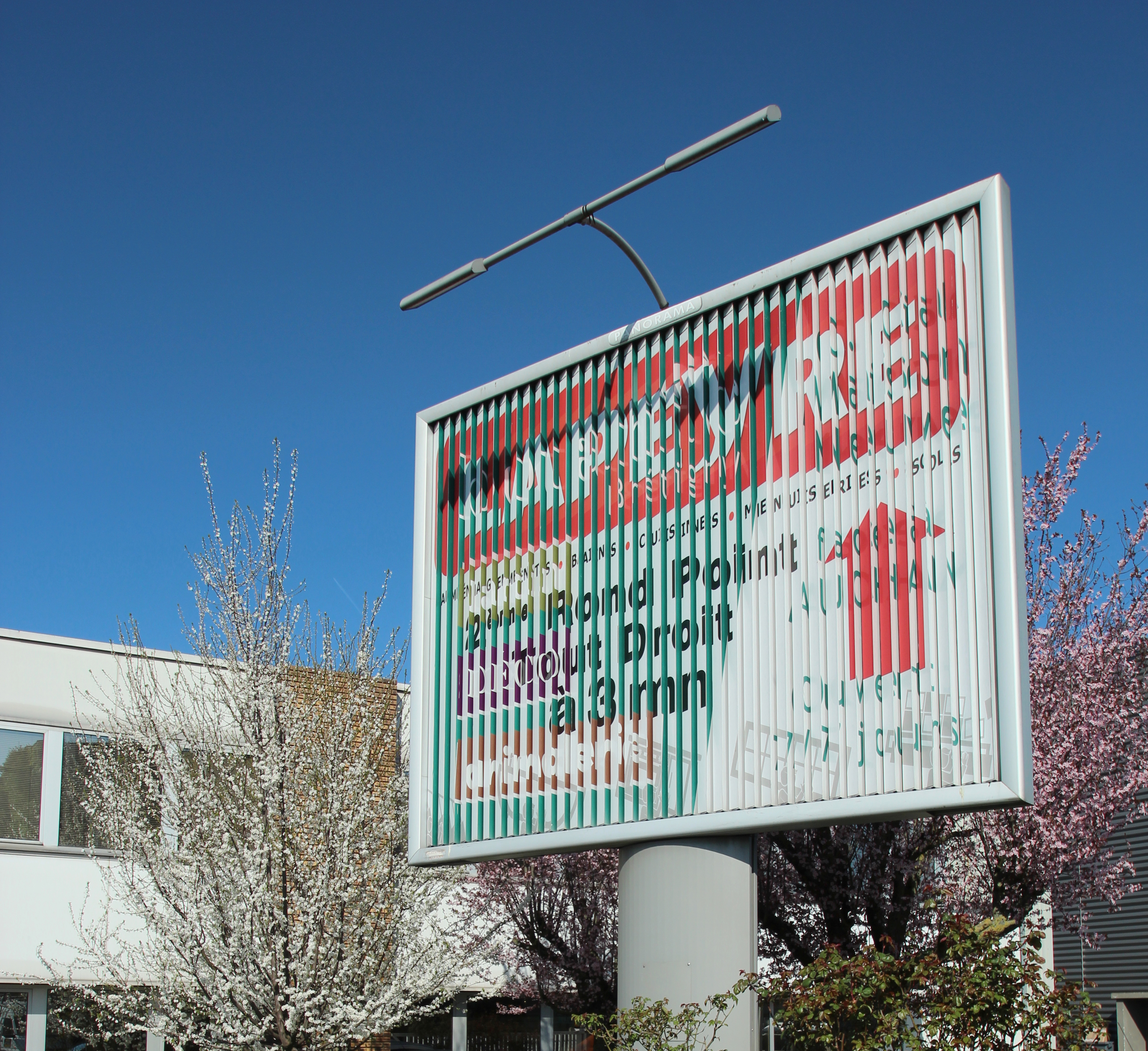
Призматрон

Зовнішня реклама — реклама, розміщена на вулицях (щити, перетяжки тощо), на фасаді будівлі фірми-рекламодавця (вітрина тощо), а також на транспорті. Один з найефективніших рекламних носіїв. При порівняно низьких витратах рекламний продукт піднімає свій рейтинг до дуже високого рівня, охоплюючи свою аудиторію багато разів за короткий проміжок часу. Зовнішня реклама . є найвидовищнішою з усіх засобів реклами[джерело?]. Крім цього, у зовнішній рекламі використовують світло, анімацію та будь-які фарби. Якщо інші засоби реклами повинні шукати свій шлях до споживача, то зовнішня реклама впливає на людей у крамницях, на роботі і на відпочинку, вдень і вночі, збільшуючи прибуток від продажу рекламованих товарів.

### Носії зовнішньої реклами
- Білборди
- Сітілайти
- Лайтбокси
- Конвексборди
- Беклайти
- Призматрони
- Реклама на транспорті
- Дорожні розтяжки
- Вивіски
- Штендери
- Колони Морріса

До засобів зовнішнього оформлення відносять комплексне оформлення фасаду, оформлення вітрин, вивіски, панель-кронштейни, установки на даху, торцеві брандмауери, тротуарна графіка (стикер із захищеною поверхнею, що наклеюється прямо на асфальт), виносні
конструкції (штендери з однією або двома робочими поверхнями для зміни інформації на ньому), щити й інші самостійні конструкції.

### Білборди
Білборд (англ. Billboard) — найпопулярніший вид зовнішньої реклами.
Стандартний розмір постера: 3х6 м. Матеріал для постера: папір BlueBack.
Переваги використання:
1. Реклама на білбордах сприяє збільшенню кількості потенційних клієнтів.
2. Найвдалішим вважається розміщення біля транспортних розвилок.
3. Направленість на конкретну аудиторію в конкретному місці.
4. Висока частота показів рекламного оголошення.
5. Низька вартість 1-го рекламного контакту.
6. Увага як водіїв, так і пасажирів.

Завдяки своїм великим розмірам білборди домінують над багатьма іншими рекламними форматами. Ці рекламні щити викликають підвищений інтерес перехожих та пасажирів наземного транспорту. На фоні інших рекламних носіїв білборд виглядає масштабною конструкцією, і рекламний слоган буквально кидається в очі. Це дозволяє рекламодавцю зробити акцент на своєму продукті чи бренді, оскільки імідж, розміщений на великогабаритному щиті можна добре роздивитися навіть з великої відстані.
Білборди встановлюються на вулицях та перехрестях міста, що гарантує приплив додаткової цільової аудиторії.

## Рекламні конструкції: типи, види, формати
Зовнішня реклама дозволяє розміщувати інформаційні та рекламні білборди й постери на вулицях міста таким чином, щоб вони відразу впадали в очі перехожим і автомобілістам. Кількість форматів зовнішньої реклами зростає, серед найпопулярніших:
- Білборд або рекламний щит — найпоширеніші параметри 3×6 м, розташовується вздовж жвавих трас.
- Суперсайт або суперборд — 3×12 м, 4×12 м, 5×12 м, 5×15 м. Використання великих конструкцій зможе забезпечити хорошу видимість, приблизно в 1 км.
- Брандмауер — встановлюється на глухій стіні будівлі. Формат будь-який, існує тільки обмеження розмірів стіни.
- Перетяжка — рекламний банер, розміщений над дорогою без застосування фіксованих конструкцій.
- Сіті-формат або сіті-лайт — рекламні конструкції менших розмірів з підсвічуванням.
- Пілон, пілар — різняться від сіті-лайтів округленою формою.
- Кронштейни — панелі, що кріпляться до стіни.
- Штендер — розташовують поруч з магазином або фірмою, для якої він використовується.
- Стела — невелика конструкція для зазначення місцеперебування ТЦ, автосалону, компанії, зазвичай розміщується вздовж трас.

Завдяки додатковим опціям, білборди можуть працювати у динамічному режимі, привертаючи ще більше уваги. Призматрон перегортає картинку по типу жалюзі, скролер прокручує знизу доверху.

## Типові правила розміщення зовнішньої реклами
Встановлення конструкцій регулюють дозвільні документи, правила розміщення зовнішньої реклами [Архівовано 29 квітня 2022 у Wayback Machine.] у спеціальних відкритих зонах:
- Придорожня територія.
- Над дорогою, трасою або магістраллю.
- На тротуарах.
- У парках, скверах.
- На огорожах, парканах.
- На стінах і дахах будівель.

### Ситілайти
Ситілайт — рекламна конструкція формату 1,2×1,8 м.
Матеріал для постеру: папір Back Lite
Переваги використання рекламного носія:
1. Реклама на ситілайтах — результативна — встановлюються вздовж тротуарів та автомобільних потоків.
2. Внутрішній підсвіт.
3. Реклама на ситілайтах не вимагає великої площі для розміщення.
4. Тісний контакт з потенційними клієнтами — дозволяє підійти ближче, роздивитися та прочитати всю інформацію постера.
5. При використанні принципу повторювальності можливо створити певний імідж чи образ компанії.

Ситілайт — це, як правило, іміджева реклама, а також реклама, в якій можуть бути використані як зовнішні вказівки для фірм, які розташовані поблизу даного ситілайта. А, наприклад, на зупинках громадського транспорту ситілайти можуть нести ширшу інформацію про компанію, бо час сприйняття рекламного носія збільшується.

### Лайтбокси
Лайтбокс (світловий короб) — це яскравий та привабливий елемент зовнішньої реклами, який широко розповсюджений на вулицях міста та в торгових центрах.
Матеріал для постеру: папір Back Lite.
Переваги використання рекламного носія:
- Оформлення світловими панелями лайтбоксами в інтер'єрах різноманітних приміщень: будинки, офіси, магазини, ресторани.
- Розміщення світлової реклами у вітринах банків, магазинів, барів та ресторанів.
- Внутрішні вказівки в супермаркетах, торгових центрах, метро, вокзалах.
- Будь-які об'єкти, де необхідна часта і швидка зміна зображення.

Світлові короби завдяки відносно невисокій вартості та універсальності є одними з найпопулярніших видів реклами.

### Конвексборди
Конвексборд — рекламоносій формату 1,2×1,8 м, розміщений на опорі громадського електротранспорту та вуличного освітлення.
Матеріал для постеру: папір BlueBack.
Переваги використання рекламного носія:
- Площа конвексбордів добре впливає як на транспортні, так і на пішохідні потоки.
- Низька вартість 1-го рекламного контакту.
- Є можливість підійти поближче, роздивитися та прочитати всю інформацію постера.

Але конвексборди не обладнані підсвіткою рекламної площини, що зменшує якість контактів у нічний час.

### Беклайти
Беклайт — рекламна конструкція у вигляді короба з внутрішньою підсвіткою.
Стандартний розмір: 2,7×3,7 м. Матеріал для постеру: банер Flex.
Переваги використання:
- Освітленність площин в нічний час.
- Оригінальне оформлення конструкції збільшує естетичну привабливість.
- Ефективний вплив на транспортні та пішохідні потоки.

Беклайти, як правило, розміщують над входами в торгові центри чи недалеко від них. Цей вид реклами не має чітких розмірів, як ситілайти, але ці рекламні носії дуже схожі.

### Призматрони
Призматрон — щит, рекламна площина, яка складається із наборних трьохгранних сегментів.
Стандартний розмір: 3×6 м.
Матеріал для постеру: папір Blue Back чи самоклеюча плівка.
Переваги використання рекламного носія:
- Можливість в одній площині розмістити одночасно три рекламних зображення.
- Обертання трьохграних сегментів призми привертає додаткову увагу.
- Ефект бокового зору — рекламу бачить більша кількість людей.
- Реклама розглядається як престижніша, зміцнює високий статус.

Завдяки своїм оригінальним візуальним властивостям такі установки, як призматрон багаторазово збільшує віддачу від реклами в місцях найінтенсивнішого дорожнього руху без необхідності збільшення кількості рекламних носіїв. Цим вони вигідно відрізняються від статичних рекламних площин такого ж розміру.

### Дорожні розтяжки
Дорожні розтяжки — рекламні носії, які розміщуються над проїзною частиною та перебувають у полі зору пасажирів та автомобілістів.
Основна відмінність розтяжки від інших рекламоносіїв полягає у вдалому розташуванні щодо транспортного потоку, що дозволяє забезпечувати велику частоту контактів потенційних споживачів із рекламною інформацією та, як наслідок, ефективність рекламної кампанії. Матеріал: банер Blockout.
Переваги розміщення:
- Часта зміна інформації забезпечує відсутність ефекту «звички».
- Можливість проведення локальних рекламних кампаній, прив'язаних до вулиць, районів.
- Велике охоплення аудиторії.
- Рекламне повідомлення розміщується з обох сторін розтяжки.
- Мобільність — можливість переміщення розтяжок за час всієї рекламної кампанії.
- Термін розміщення не обмежений.

### Брандмауери
Брандмауер — повнокольорове зображення великих, нестандартних розмірів, що розміщуються на фасадах будинків з потрібної сторони або будь-яких інших будівель.

### Вивіски
Несвітові вивіски є недорогою альтернативою світовим коробам. Існує кілька варіантів:
- Пластик та плівка — виготовляється із ПВХ/акрилу необхідного розміру та самоклейної плівки. Зображення може бути надруковане на кольоровому принтері чи вирізане плотером із кольорових плівок. Таку вивіску можна підсвітити зовнішніми світильниками окремо, чи в комплексі з фасадом.
- Композит та плівка — разом з ПВХ використовується композитний матеріал.
- Банер — банер із друком. Якщо правильно підібрати метод натяжки, вийде чудова кольорова й економна вивіска.